# Blauen (Basileia-Campo)
Blauen é uma comuna da Suíça, situada no distrito de Laufen, no cantão de Basileia-Campo. Tem 7,13 km² de área e sua população em 2018 foi estimada em 691 habitantes.